# Jambu paru
Espèce
Jambu paru est une espèce d'araignées mygalomorphes de la famille des Theraphosidae.

## Distribution
Cette espèce est endémique du Pará au Brésil,. Elle se rencontre vers Almeirim.

## Description
Le mâle holotype mesure 24 mm et la femelle paratype 23,50 mm

## Systématique et taxinomie
Cette espèce a été décrite par Miglio, Perafán et Pérez-Miles en 2024.

## Publication originale
- Miglio, Perafán & Pérez-Miles, 2024 : « Jambu, a new genus of tarantula from Brazil (Araneae, Theraphosidae, Theraphosinae). » European Journal of Taxonomy, vol. 930, p. 229-248 (texte intégral).